# Push and Shove
Push and Shove – szósty studyjny album grupy No Doubt, nagrany po trwającej ponad 8 lat przerwie.
Członkowie zespołu w tym czasie zajęli się różnymi pobocznymi projektami, m.in. wokalistka Gwen Stefani nagrała 2 solowe albumy, które odniosły spory sukces komercyjny. Prace nad albumem zaczęły się w 2008 roku, lecz z powodu niemocy twórczej Gwen, która była w tym czasie w ciąży, pisanie nowych piosenek przełożono, W 2009 roku muzycy udali się w trasę koncertową obejmującą Stany Zjednoczone i Kanadę. W jesieni tego roku ponownie weszli do studia, gdzie zaczęli nagrywać nowe utwory.
Producentem został Mark Spike Stent z którym zespół współpracował wcześniej przy albumie Rock Steady. Do współpracy zaproszono również muzyków duetu Major Lazer - Diplo i Switch. Efektem tej kolaboracji był m.in. tytułowy "Push and Shove".

## Lista utworów
CD1
1. Settle Down (5:59)
2. Looking Hot (4:41)
3. One More Summer (4:37)
4. Push and Shove (5:05)
5. Easy (5:09)
6. Gravity (4:26)
7. Undercover (3:32)
8. Undone (4:37)
9. Sparkle (4:08)
10. Heavent (4:05)
11. Dreaming The Same Dream (5:25)

CD2 (Deluxe Edition)
1. Stand And Deliver (3:21)
2. Settle Down (Acoustic - Santa Monica Sessions) (4:02)
3. Looking Hot (Acoustic - Santa Monica Sessions) (4:21)
4. One More Summer (Acoustic - Santa Monica Sessions) (4:20)
5. Easy (Acoustic - Santa Monica Sessions) (4:48)
6. Looking Hot (Jonas Quant Remix) (4:48)
7. One More Summer (Jonas Quant Remix) (4:36)
8. Push And Shove (Feat. Busy Signal & Major Lazer) (Anthony Gorry Remix) (5:34)